# Tamilla Raschidowna Abassowa
Tamilla Raschidowna Abassowa (russisch Тамилла Рашидовна Абасова; * 19. Dezember 1982 in Moskau) ist eine ehemalige russische Bahnradsportlerin und siebenfache Europameisterin.
1999 hatte Tamilla Abassowa ihren ersten großen internationalen Erfolg, als sie Vize-Weltmeisterin der Junioren im Sprint wurde. Bis 2006 wurde sie siebenmal Europameisterin im Sprint, Keirin sowie im 500-m-Zeitfahren. Zudem konnte sie mehrere Rennen bei Bahnrad-Weltcups gewinnen.
Bei den Olympischen Spielen 2004 in Athen errang Abassowa die Silbermedaille im Sprint und ebenso bei der Bahn-WM 2005 in Los Angeles.